# NGC 4981
NGC 4981 is een balkspiraalstelsel in het sterrenbeeld Maagd. Het hemelobject ligt 70 miljoen lichtjaar van de Aarde verwijderd en werd op 3 maart 1786 ontdekt door de Duits-Britse astronoom William Herschel.

## Synoniemen
- MCG -1-34-3
- IRAS 13062-0630
- PGC 45574